# Trude Herr

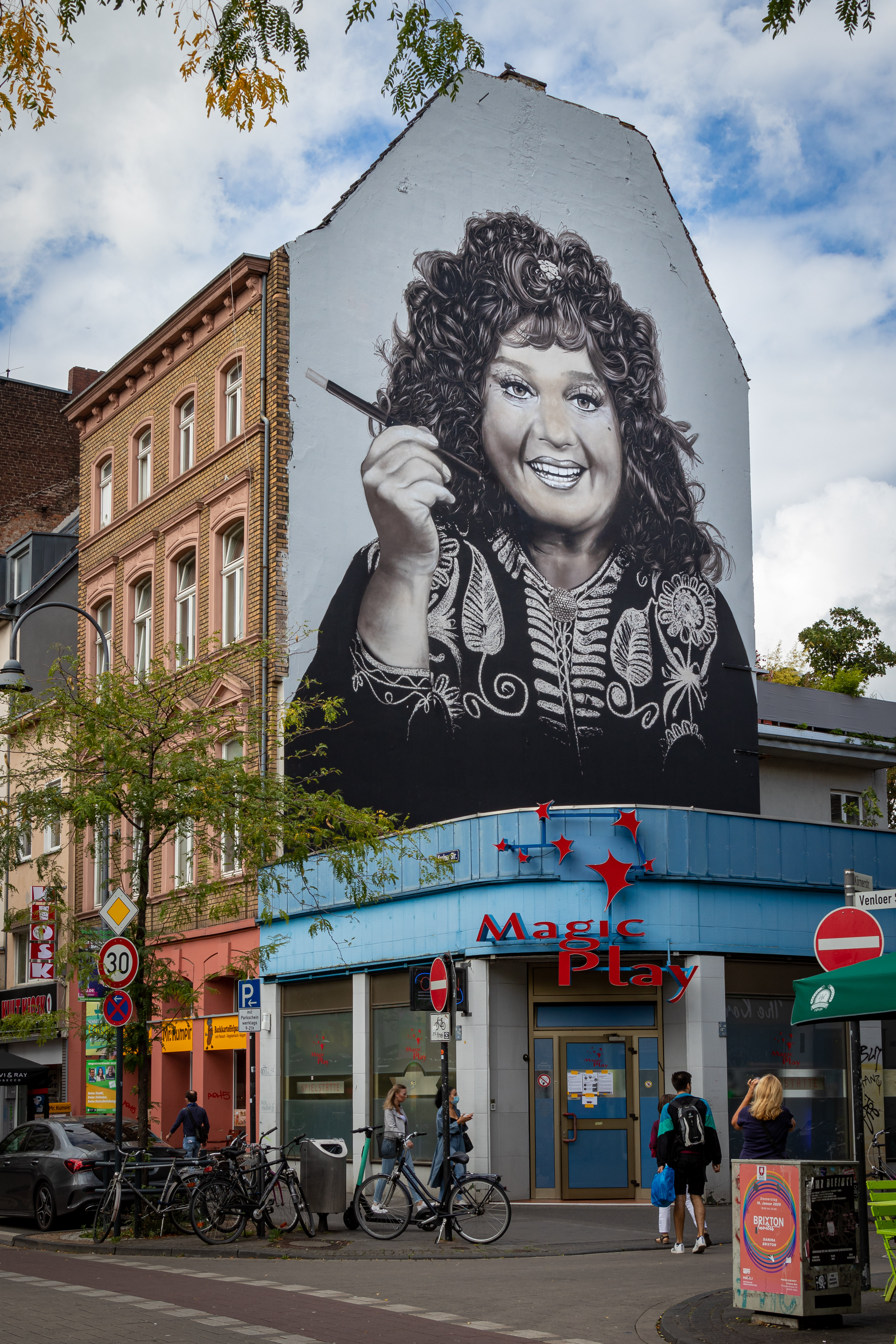
Trude Herr auf einem Mural des Künstlers Size Two in Köln-Ehrenfeld (Foto: 2020)

Trude Herr (* 4. Mai 1927 in Köln; † 16. März 1991 in Lauris bei Aix-en-Provence in Frankreich) war eine deutsche Schauspielerin, Schlagersängerin und Theaterdirektorin, die auf Hochdeutsch und Kölsch spielte, schrieb und sang.

## Kindheit und Privatleben
Trude Herr wurde 1927 in Köln-Kalk geboren und wuchs in Köln-Mülheim auf. Ihr Vater Robert Herr war Lokomotivführer und wegen seiner Mitgliedschaft in der Kommunistischen Partei lange Zeit im Gefängnis und später auch im Konzentrationslager inhaftiert. Für ihn schrieb sie das Lied Papa, in dem sie sich für ihre Zeit mit ihrem Vater bedankt; sie sang es 1961 auf seiner Beerdigung. Sie selbst war Mitglied der SPD.
Ab 1933 besuchte sie die Volksschule in Köln-Mülheim und arbeitete ab 1941 in einer Bäckerei. Da die Wohnung der Herrs 1943 durch Bomben zerstört worden war, lebten sie zwei Jahre im hessischen Ewersbach. Dort arbeitete Trude Herr, die zu diesem Zeitpunkt bereits „Tutti“ und scherzhaft wegen ihrer rundlichen Formen auch „dat Pummel“ genannt wurde, als Schreibkraft in der Stadtverwaltung Dillenburg. Sie war die Tante der Schauspielerin und Sängerin Gigi Herr (* 28. Dezember 1942; † 6. Dezember 2023).
Ab August 1964 unternahm sie eine fünfmonatige Reise durch die Staaten der Sahara, wo sie 1969 den zum Volk der Tuareg gehörenden Tunesier Ahmed M’Barek kennenlernte. Er begleitete sie nach Deutschland, wo sie heirateten; die Ehe hielt bis 1976. Anfang der 1990er Jahre lernte sie auf den Fidschi-Inseln ihren letzten Lebenspartner, Samuel Bawesi, kennen.

## Karriere
1946 wurde sie zunächst Statistin an der Aachener Wanderbühne, ab 1948 erhielt sie Nebenrollen am Kölner Millowitsch-Theater. Dort spielte sie u. a. in dem 1955 vom Fernsehen aufgezeichneten Lustspiel Der verkaufte Großvater neben Willy Millowitsch, Elsa Scholten und Franz Schneider erstmals in einer größeren Rolle mit. 1949 gründete sie mit ihrem Freund und Mentor Gustav Schellhardt die „Kölner Lustspielbühne“, deren Existenz jedoch nicht von langer Dauer war. Zeit ihres Lebens war sie stolz auf dieses Projekt und erwähnte es immer wieder in Presseinterviews. Nach dem Konkurs arbeitete Trude Herr zwischen 1949 und 1954 als Bardame im Schwulen-Szenelokal Barberina in der Straße Hohe Pforte.
Ab 1954 trat sie zur Karnevalszeit bei den Veranstaltungen der verschiedenen Kölner Vereine als Büttenrednerin auf und erntete stets großen Applaus. In ihren Auftritten folgte sie der seit den 1920er Jahren als Varieté- und Revuesängerin bekannten Grete Fluss. Trude Herr wurde dabei von Willi Schaeffers, dem Chef des Kabaretts Tingel-Tangel, entdeckt, der sie 1958 in Berlin engagierte. Mit der deutschen Version von Percolator unter dem Titel Ich will keine Schokolade (ich will lieber einen Mann) konnte sie mit Platz 18 der deutschen Hitparade ihren größten Schallplattenhit landen. Der deutsche Text wurde von Carl-Ulrich Blecher verfasst. Er schrieb allerdings drei Strophen, dadurch konnte der Instrumentalpart des Originals entfallen. Das Lied wurde in dem deutschen Schlagerfilm Marina von Trude Herr (als Trude Pippes) gesungen, der am 19. August 1960 mit seinen 15 Schlagern Premiere hatte. Mit diesem Musikfilm gelang ihr 1960 der Durchbruch. Sie spielte in über 30 Filmen mit, hatte zahlreiche Auftritte in Fernsehsendungen und Erfolg im Schlagergeschäft. 
Nachdem Trude Herr früher bereits im Millowitsch-Theater gespielt hatte, spielte sie von 1970 bis 1976 mit eigenem Ensemble im Millowitsch-Theater. Zunächst inszenierte sie im Jahr 1970 die Komödie Die Perle Anna des französischen Autors Marc Camoletti, in der sie ab September 1970 auch die Hauptrolle spielte. Es folgten die eigenen Bühnenstücke Familie Pütz (ab September 1972), Scheidung auf kölsch (1973) und Die Pflaumenschwemme (1975). Das bürgerliche Umfeld des Millowitsch-Theaters veranlasste sie dann, sich auf die Suche nach einer Alternative zu begeben.

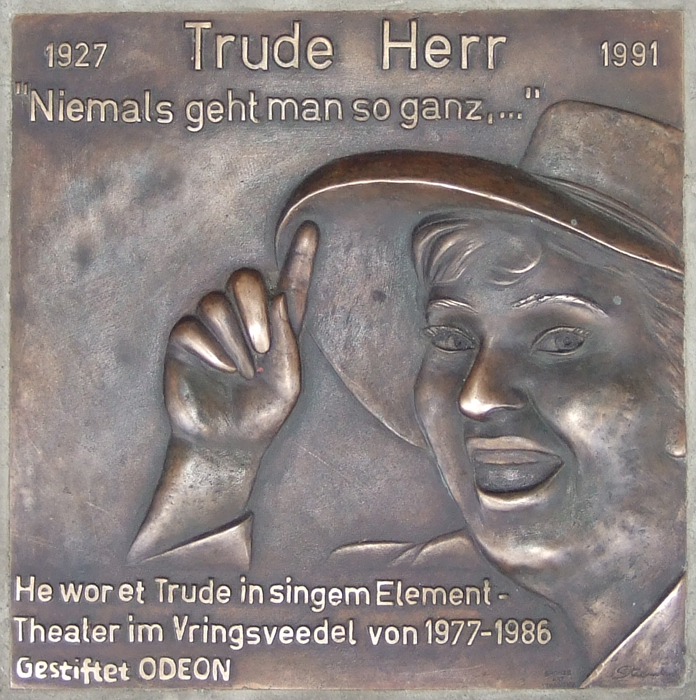
Gedenktafel für Trude Herr vor ihrem ehemaligen Theater in der Kölner Severinstraße

Im September 1977 eröffnete sie in einem leerstehenden Kino auf der Severinstraße ihr Volkstheater „Theater im Vringsveedel“. Dort wollte sie eine volksnahe Alternative zum etablierten Millowitsch-Theater aufbauen, wo dem Publikum keine heile Welt vorgegaukelt werden sollte, sondern auch zeitgemäße Themen und sozialkritische Töne Raum finden sollten. Mit kölschem Humor und kölscher Sentimentalität, garniert mit einer Portion derber Bodenständigkeit, schrieb sie für dieses Theater Stücke wie Die kölsche Geisha (1977), Der Hausmann und Massage-Salon Denz (1979), Drei Glas Kölsch (1980), Scheidung auf Kölsch (1981), Die Hellseherin (1985) und als letztes Theaterstück Im zweiten Frühling (1986). Ihr Bühnenpartner war in dieser Zeit Hans Künster. Der Spielplan dauerte nur von September bis Ende Dezember, die restliche Zeit war das Theater anderweitig vermietet oder stand leer. Ohne städtische Zuschüsse, die sie 1977 und 1982 vergeblich beantragte, stand das Theater finanziell ständig auf schwachen Füßen. Daran änderte auch die sehr hohe Besucherauslastung von 97 Prozent nichts – die Fixkosten, unter anderem für 21 Beschäftigte, waren zu hoch. Es war das bestbesuchte Theater in Nordrhein-Westfalen. Im Februar 1986 wurde das Haus wegen zunehmender Gesundheitsprobleme von Herr geschlossen.
Zwischendurch wirkte sie in der WDR-Produktion Schöne Bescherung – Ein Beitrag zum Fest von Trude Herr mit, die im Dezember 1983 ausgestrahlt wurde. Zwischen Oktober 1986 und Januar 1987 nahm sie in den Info Studios in Monheim am Rhein mit dem Produzenten Thomas Brück das Album Ich sage, was ich meine mit internationalen Hits auf, die sie mit deutschen Texten versah. Das Lied Niemals geht man so ganz, das sie mit Wolfgang Niedecken (BAP) und Tommy Engel (Bläck Fööss) interpretierte, erreichte im August 1987 Platz 20 in den deutschen Charts.

## Tod und Nachleben

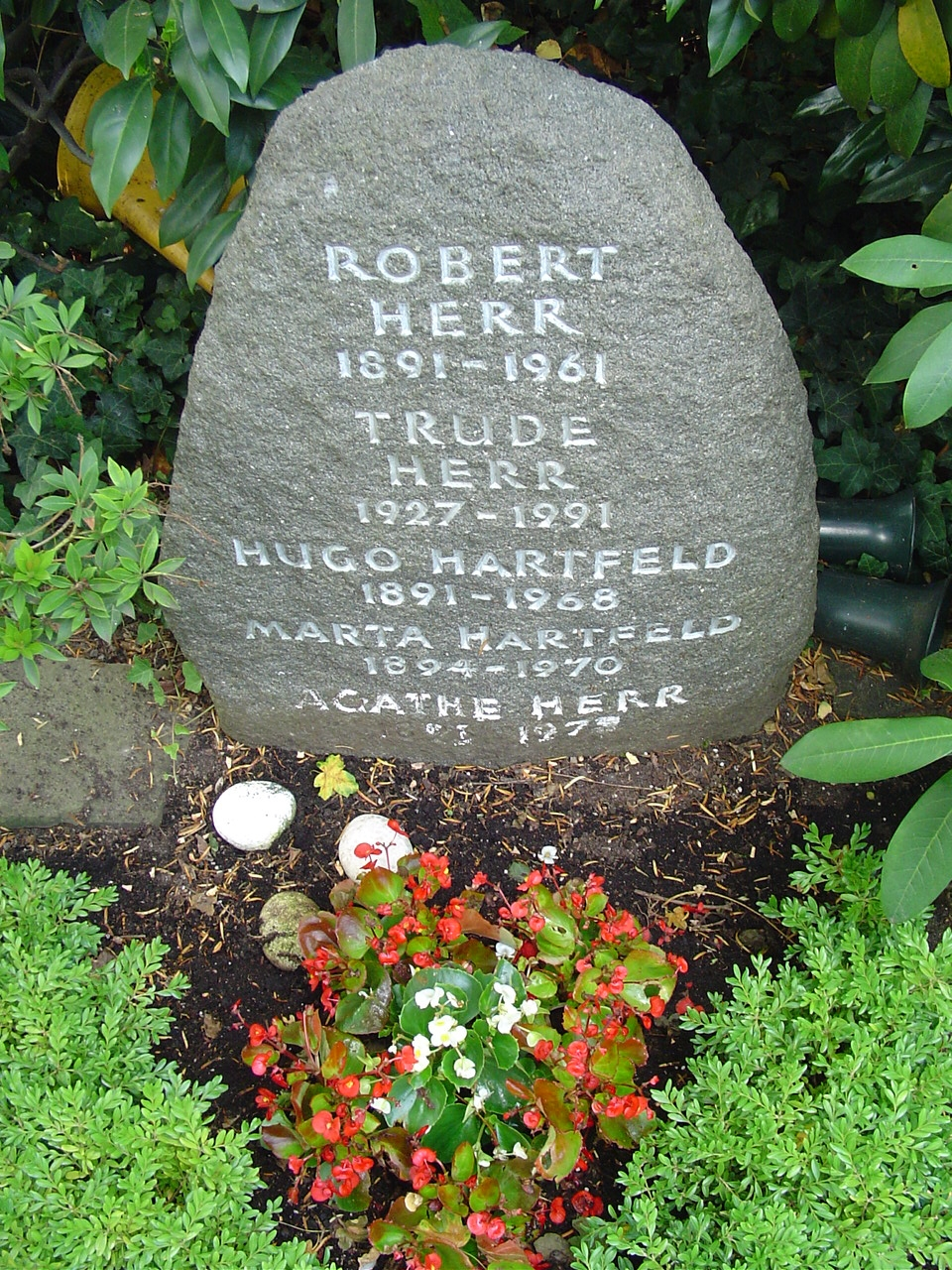
Grabstätte von Trude Herr

Nach sechs schweren Operationen zog sie im Juli 1987 aus gesundheitlichen Gründen auf die Fidschi-Inseln nahe der Hauptstadt Suva. 1988 erhielt sie das Verdienstkreuz des Verdienstordens der Bundesrepublik Deutschland. In diesem Jahr gab sie Günther Jauch ihr letztes Fernsehinterview. Im Januar 1991 kehrte sie mit ihrem Lebenspartner von den Fidschi-Inseln nach Köln zurück. Im Februar 1991 zog sie nach Lauris, einem kleinen Dorf bei Aix-en-Provence in Südfrankreich, wo sie am 16. März 1991 im Alter von 63 Jahren an Herzversagen starb. Sie wurde auf dem Kölner Nordfriedhof beerdigt.
Im Februar 1995 wurde die Grünfläche beim Bürgerhaus Stollwerck in der Kölner Südstadt nach ihr in Trude-Herr-Park benannt. Im Sommer des Jahres fand auf dem Kölner Roncalliplatz eine Trude-Herr-Gedenkrevue statt, in der Künstler wie Anne Haigis, Tommy Engel und die Höhner die größten Hits von Trude Herr präsentierten. Die Idee zu dieser Revue hatten Thomas Brück und Jürgen Fritz, der ihren Hit Niemals geht man so ganz komponiert hatte.
2002 wurde im Trude-Herr-Park ihr zu Ehren ein Denkmal von Elmar Schulte aufgestellt, das erst 2013 vollständig renoviert fertiggestellt wurde. Anlässlich ihres 80. Geburtstags im Jahr 2007 zeigten WDR-Fernsehen und das ARD-Digitalprogramm EinsFestival die Aufzeichnungen ihrer Theaterstücke aus ihrem Theater im Vringsveedel in Köln. Drei dieser Theaterstücke wurden zu diesem Anlass auf DVD veröffentlicht. Durch eine anonyme Spende konnte 2011 sichergestellt werden, dass ihre Grabstelle weitere 25 Jahre erhalten bleibt.
Im August 2020 wurde von dem Grazer Graffiti-Künstler Size Two am Haus Venloer Straße 274 in Köln-Ehrenfeld ein über drei Stockwerke reichendes Wandgemälde „Trude Herr“ geschaffen. Es hatte einige Monate Bestand; danach wurde die Hauswand als Werbefläche genutzt.
Die 11. Städtische Gesamtschule Köln im Stadtteil Mülheim wurde 2020 in Trude-Herr-Gesamtschule umbenannt.

## Diskografie (Auswahl)

### EPs
- Bumsvallera (Der Alte bleibt / Sputnik / Blau sind die Veilchen / Wenn ich dich besehe mit Kurt-Adolf Thelen; 1958; Philips)
- Unsere tollen Tanten in der Südsee (Gus Backus: Coca mit Rum / Blue Caprice: Laylani / Trude Herr: Hula-Twist / Blue Caprice: Unter den Sternen der Südsee; 1963; Polydor)

### LPs
- Gunter Gabriel: Damen wollen Kerle (Gunter Gabriel und Trude Herr: Mama Molly’s Makkaroni Band) (1978; Polydor)
- Ich sage, was ich meine (1987; EMI Electrola)

### CDs
- Ich sage, was ich meine (1987; EMI Electrola)
- Ich will keine Schokolade (1998; Bear Family Records)
- Ihre großen Erfolge (2009; Polydor)
- Ich bin eine Frau von Format (2011; Polydor)

### Singles

Trude Herr – Ich will keine Schokolade

- Quatschkopp-Marsch / Laß das mal den Vater machen (1959; Philips)
- Ich will keine Schokolade / In der Spelunke „Zur alten Unke“ (1960; Philips)
- Morgens bin ich immer müde / So schön wie du (1960; Philips)
- Oh, Heinrich / 33 144 mal (1960; Philips)
- Tschitschibum / Weil ich so sexy bin (1961; Philips)
- Er war stets Kavalier / Laß das sein (1961; Philips)
- Brautjammer (Hör’ ich die Glocken) / Ich kann weinen wie ein Wasserfall (1961; Philips)
- Spiegel-Twist / Autofahrer-Blues (1962; Polydor)
- Französisch sprechen kann ich fast gar nicht / So ein Mann ist ein komisches Gewächs (1963; Polydor)
- Mein bester Freund heißt Luxi / Ich bin eine Frau von Format (1963; Polydor)
- Mama, er ist schon wieder hier / Ja, er kann lügen (1964; Polydor)
- So einfach ist die Liebe nicht / Nein, ich laß mich nicht fotografieren (1964; Polydor)
- Du warst lieb zu mir / Nach dem dritten Schoppen (1965; Polydor, unveröffentlicht)
- Er schaut in die Röhre / So sind die Männer (1967; Mondial)
- Wir tragen’s mit Humor / Es ist schade um die Zeit (1969; CBS)
- Mama, ich bin e so bang / Mal sagt er ja (1973; BASF-Cornet)
- Ich ben dodurch / Conditorei (1978; TVV)
- Die Stadt / Älter sein (1987; EMI Electrola)
- Niemals geht man so ganz / Föhlenz (1987; EMI Electrola)
- Beast of Burden (Die Hipp vum Nümaat) (mit Wolfgang Niedecken) / Die Unschuld (1987; EMI Electrola)
- Versteh’ / Ich weiß jenau wat de meinz (1988; EMI Electrola)

## Filmografie (Auswahl)
- 1959: Alle Tage ist kein Sonntag
- 1959: Du bist wunderbar
- 1959: Natürlich die Autofahrer
- 1959: Drillinge an Bord
- 1960: Conny und Peter machen Musik
- 1960: Der letzte Fußgänger
- 1960: Marina
- 1960: Der Teufel hat gut lachen
- 1960: Schlager-Raketen
- 1960: Immer will ich dir gehören
- 1960: O sole mio
- 1961: … und du mein Schatz bleibst hier
- 1961: Immer Ärger mit dem Bett
- 1961: Adieu, Lebewohl, Goodbye
- 1961: Robert und Bertram
- 1961: Unsere tollen Tanten
- 1961: Im schwarzen Rößl
- 1962: Café Oriental
- 1962: Drei Liebesbriefe aus Tirol
- 1962: Ohne Krimi geht die Mimi nie ins Bett
- 1963: Sing, aber spiel nicht mit mir
- 1963: Mit besten Empfehlungen
- 1963: Maskenball bei Scotland Yard
- 1963: Der 42. Himmel
- 1963: Im singenden Rößl am Königssee
- 1963: … denn die Musik und die Liebe in Tirol
- 1964: Unsere tollen Tanten in der Südsee
- 1964: Rote Lippen soll man küssen (Die ganze Welt ist himmelblau)
- 1964: Freddy und das Lied der Prärie
- 1964: Das siebente Opfer
- 1967: Heubodengeflüster
- 1971: Hurra, bei uns geht’s rund
- 1971: Die tollen Tanten schlagen zu
- 1977: Morgen ist heute schon gestern (Silvester-Show 1977/1978)[20]
- 1982: Auftakt zur Session – Eine karnevalästerische Klamotteske (Fernseh-Kurzfilm)
- 1983: Schöne Bescherung (Fernsehfilm)
- 1984: Geschichten aus der Heimat (Fernsehserie, Episode „Das Sonderangebot“)

## Theater (Auswahl)
Millowitsch-Theater
- 1970: Die Perle Anna
- 1972: Familie Pütz
- 1973: Scheidung auf kölsch
- 1975: Die Pflaumenschwemme

Theater im Vringsveedel
- 1977: Die kölsche Geisha
- 1978: Der große Hit
- 1979: Der Hausmann
- 1979: Massagesalon Denz
- 1980: Drei Glas Kölsch (ein Abend mit zwei Einaktern: „Auftakt zur Session“ und „Et versoffe Lenche“)
- 1981: Scheidung auf kölsch
- 1981: Frankensteins Schwiegermutter
- 1983: Fröhliches Beileid
- 1983: Schöne Bescherung
- 1984: Die Millionärin
- 1985: Die Hellseherin
- 1986: Der zweite Frühling

Aufzeichnungen von Stücken aus dem Theater im Vringsveedel für das Fernsehen
- 1981: Scheidung auf kölsch
- 1983: Frankensteins Schwiegermutter
- 1984: Fröhliches Beileid
- 1984: Die Millionärin

## Buch
- Trude Herr: Und plötzlich kippt es um – Zwei Erzählungen. Hannover: Fackelträger-Verlag 1987.

## Dokumentation
- 1987: Trude Herr – Ich bin eine Vagabundin (WDR Fernsehen, 45 Minuten)